# 埃纳河畔孔代
埃纳河畔孔代（法語：Condé-sur-Aisne，法語發音：[kɔ̃de syʁ ɛn]）是法国上法蘭西大區埃纳省的一个市镇，属于苏瓦松区。

## 地理
埃纳河畔孔代（49°23'54"N, 3°28'8"E）面积3.73 平方千米，位于法国上法蘭西大區埃纳省，该省份为法国北部内陆省份，北起北部省，西接索姆省和瓦兹省，东临阿登省和马恩省，西南至塞纳-马恩省，东北部与比利时接壤。
与埃纳河畔孔代接壤的市镇（或旧市镇、城区）包括：埃纳河畔塞勒、沙斯米、希夫尔瓦勒、锡里-萨尔索涅、埃纳河畔米西、塞尔穆瓦斯。

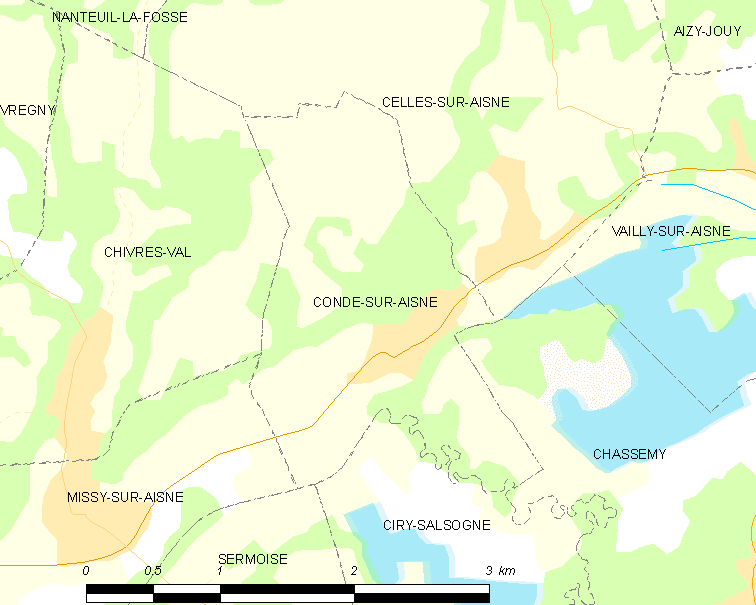
埃纳河畔孔代的OSM定位图

埃纳河畔孔代的时区为UTC+01:00、UTC+02:00（夏令时）。

## 行政
埃纳河畔孔代的邮政编码为02370，INSEE市镇编码为02210。

## 政治
埃纳河畔孔代所属的省级选区为塔德努瓦地区费尔县。

## 人口

1962-2008年间埃纳河畔孔代人口变化图示

埃纳河畔孔代于2022年1月1日时的人口数量为358人。